# 齐向东

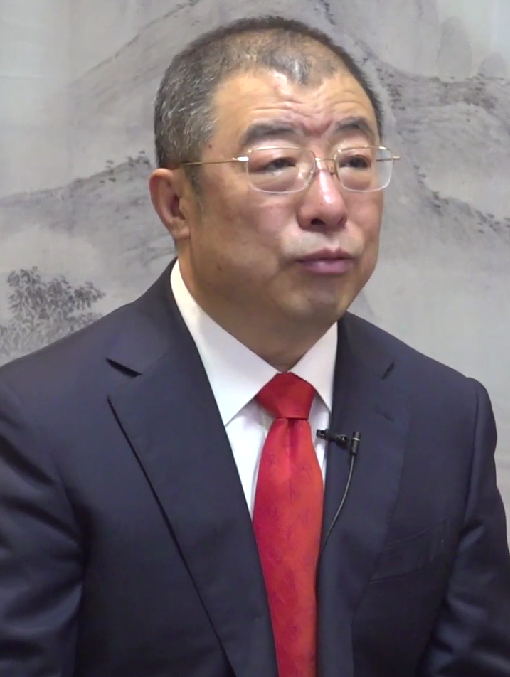
齐向东（2024年）

齐向东（1964年10月—），中国企业家，内蒙古赤峰人，中共党员。担任奇安信科技集团董事长，北京市政协委员、西城区人大代表、中国保密协会副会长、北京市工商联副主席、中国网络空间安全协会副理事长、中国互联网协会理事、国家计算机应急处理中心反病毒联盟专家、工信部职能技术鉴定中心专家委员会委员等职。

## 生平
出生于河北平山，毕业于于长春邮电学院。曾担任奇虎360总裁、360企业安全集团CEO、360公司党委书记，奇安信公司实际控制人。
1986年9月至2003年8月，新华社通信技术局副局长；2003年8月至2005年8月，3721公司总经理、雅虎中国区副总裁；2005年8月至2016年7月，三六零集团创始人、总裁、党委书记；2014年6月起，任奇安信公司董事长。
2022年12月12日当选十三届全国工商联副主席，次年5月29日当选全国工商联大数据运维（网络安全）委员会主席团主席。